# كلية الأمير محمد بن سلمان للإدارة وريادة الأعمال
كلية الأمير محمد بن سلمان للإدارة وريادة الأعمال هي مؤسسة بحثية أكاديمية متخصصة في مجال الإدارة وريادة الأعمال، تقع في مدينة الملك عبد الله الاقتصادية بجدة. أُعلن عنها في 12 رمضان 1437هـ الموافق 17 يونيو 2016. وتُعَد الكلية نتيجة الشراكة بين مؤسسة مسك الخيرية، ومدينة الملك عبدالله الاقتصادية مع كلية بابسون العالمية، وشركة لوكهيد مارتن.

## التأسيس
في 12 رمضان 1437هـ الموافق 17 يونيو 2016، جرى توقيع إتفاق التعاون لإنشاء الكلية في واشنطن، إذ وقعه من جانب مسك الخيرية أمينها العام بدر العساكر، ومن مدينة الملك عبدالله الاقتصادية رئيسها التنفيذي نائب رئيس مجلس الأمناء في الكلية فهد الرشيد، ومن كلية بابسون العالمية رئيسة الكلية الدكتورة كيري هيلي، ووشركة لوكهيد مارتن. ويأتي إنشاء هذه الكلية مواكباً لتطلعات الحكومة السعودية نحو تحقيق رؤية السعودية 2030. وستعتمد الكلية على منهجية بابسون الفريدة من نوعها، تدعمها خبرة بابسون وتستند إلى النظام الأكاديمي الصارم الذي جعل بابسون تحتل المرتبة الأولى في تعليم ريادة الأعمال وفقاً لتصنيف «تقرير أخبار أمريكا والعالم»، وذلك على مدى السنوات العشرين الماضية. وسيتم الإعلان عن برامج الدرجات والمؤهلات في بداية عام 2017. وستتضمن الكلية مركز الأبحاث والتطوير في ريادة الأعمال، والذي يعد الأول من نوعه بالسعودية لتقديم الدراسات الإدارية والاستراتيجية لتطوير قطاع الأعمال، وسيتاح لطلبة الكلية فرصة التفاعل والمساهمة الفكرية مع القطاعين العام والخاص. وتمول شركة لوكهيد مارتن المشروع لمدة عشر سنوات، وسينتج عن هذا الاستثمار اعتمادات يتم تخصيصها للوفاء بالتزامات شركة لوكهيد مارتن المرتبطة بأنشطتها الصناعية في السعودية. وفي 22 يونيو 2016، تم إطلاق الموقع الإلكتروني للكلية، وأعلنت عن إستعدادها لاستقبال الطلاب في منتصف عام 2017.
تم تعيين الدكتور نبيل عبد القادر كوشك عميداً لها في 2 جمادى الأولى 1438هـ الموافق 30 يناير 2017

## المراكز الأكاديمية والبحثية
- مركز بابسون العالمي: صناعة القيادات الريادية.

يختص هذا المركز بتقديم الخدمات الاستشارية، وورش العمل المتعددة، والبرامج التدريبية، بالإضافة إلى ذلك فإن المركز يعمل على رفع كفاءة البحوث التطبيقية، والمناهج الأكاديمية، وطرق التدريس، كما يقدم المساعدة للمستثمرين وأصحاب المشاريع والهيئات التنظيمية.
يسير المركز على خطى بابسون العالمية من حيث اتخاذ ذات المنهجية التي تقوم على «الاستكشاف»، و«الإطلاق»، و«النمو» لصنع القيادات الريادية.
- مراكز التّميز بكلية الأمير محمد بن سلمان للإدارة وريادة الأعمال.

ستقوم الكلية باحتضان مختلف المراكز المتخصّصة ذات صلة بعدة قطاعات متنوعة، ومن أبرز تلك المراكز:
1. مركز الأعمال الخيرية، ويهدف المركز إلى رفع مستوى التنمية والرعاية الاجتماعية في المملكة العربية السعودية.
2. مركز العقارات، من أهدافه تعزيز معايير التنمية في مايخص التخطيط العمراني.
3. مركز الحكومة والسياسة العامة، يسعى إلى تدريب القطاع العام وفق المقاييس العالمية.

- الأبحاث في كلية الأمير محمد بن سلمان. [12]

يعمل مركز الأبحاث على أربعة مسارات وهي:
- برنامج المرصد العالمي لريادة الأعمال وهو برنامج عالمي تستضيفة الكلية ويهدف إلى فهم ديناميكيّة ريادة الأعمال في دول عدة، حيث يعد الأهم عالميًا في قياس إجراءات المبادرة الريادية في أكثر من 50 دولة بما في ذلك المملكة العربية السعودية، ومن خلال المشروع أصبح بامكان الكلية توفير المعلومات ورصدها وتحليلها؛ ليستفيد منها المسؤولون، وصُناع القرار، وأعضاء هيئة التدريس في دعم ورعاية الأنشطة الريادية، وفهم عملية إنشاء وتنظيم المشروعات، سواء كانت في مدينة الملك عبد الله الاقتصادية، أو في داخل المملكة العربية السعودية.
- دعم أعضاء هيئة التدريس من خلال توفير الأدوات والامكانيات المحفزة والمساعدة على توسيع آفاق البحوث الاكاديمية والتجارب الميدانية، إضافة إلى إصدار عدد من المجلات الاكاديمية ومنها: مجلة العلوم الإداريّة، ومجلة الدّراسات الإداريّة، ومجلة التّحقيق الإداري غيرها.
- تحفيز أعضاء هيئة التدريس لديها بمشاركتهم في العديد من المجالات ذات العلاقة بريادة الأعمال؛ كالشركات العائلية، والشركات العائلية المغامرة، وعمليّة تنظيم المشروعات، والتنفيذ الإستراتيجي والتّغيير، والتسويق الإسلامي، والتّفاعلات التكنولوجيّة البشرية وعواقبها، إلى جانب العديد من المجالات المرتبطة بتخصص الكلية.
- ربط الكلية أبحاثها التي يعمل عليها الباحثين من اعضاءها برسالة الكلية واهدافها والزامهم بذلك، ونشرها بعد ذلك في أوعية نشر مهمة كفايننشال تايمز"، و"إم آي تي سلون"، و"الإيكونوميست".[13]

## برنامج ماجستير إدارة الأعمال
تعتمد الكلية في برامجها الاكاديمية على منهج كلية بابسون لتعليم ريادة الأعمال المرتكز على التعلم التجريبي والمشاركة، ويأتي برنامج الماجستير على مسارين وهما: مسار الدوام الكامل لمدة سنة، ومسار الدوام الجزئي لمدة سنتين.

## وصلات خارجية
- موقع الكلية الرسمي